# Désiré Gurnaud
Désiré Gurnaud (né le 20 juillet 1874 à Lyon et mort au champ d'honneur le 7 avril 1915) est un journaliste nationaliste français. Il se distingue en unifiant et en présidant les associations de pères de familles à partir de 1907, ce qui lui fait jouer un rôle majeur durant la guerre scolaire de 1907-1914.

## Biographie

### Premières années
Né à Lyon en 1874, il y fait une carrière de journaliste. Il est l'un des principaux collaborateurs du journal La France libre. Ce dernier, de positionnement démocrate-chrétien et d'opinions antisémites, est fondé à Lyon en 1893. Il sera distribué jusqu'en 1899, date de sa disparition. Après la fermeture de La France libre, Gurnaud poursuit une carrière de journaliste nationaliste dans sa ville natale. Il ne s'unifie pas avec l'ambiance de la Chronique sociale du Sud-Est en s'engageant comme le rédacteur du journal L'Avenir (du caractère antimaçonnique) pour une période courte de son existence (1899-1901).

### Unification des associations de pères de famille
L'abbé Tournier ayant créé en 1906 une association de pères de famille (APF) dans le canton de Saint-Rambert-en-Bugey, ce modèle rencontre un grand succès et fait des émules dans le reste de la région. M. Blois, beau-père de Gurnaud, est le président de cette première association, à laquelle Gurnaud va très vite s'intéresser.
Alors avocat stagiaire à la Cour d'appel de Paris, Gurnaud met ses compétences juridiques au service de l'abbé Tournier, et rédige les statuts de l'association. Puis, avec son beau-père, il fonde le secrétariat des APF à Paris, au 51, rue de Lévis, dans le but de fédérer les associations, leur donner un organe de presse et empêcher leur récupération politique. Il obtient alors le poste de secrétaire général des associations de pères de famille, s'affirmant comme le porte-parole unique des APF et écrivant des articles fréquents dans L'Écho de Paris. C'est donc lui qui coordonne le mouvement au moment où la guerre scolaire éclate. 
Cette prééminence ne va pas sans contrarier la Société générale d’éducation et d’enseignement, association conservatrice déjà existante. Cette dernière rejette le caractère areligieux des APF, affirmant que seul le clergé catholique peut juger la conformité de l'enseignement aux doctrines de l’Église. Contestant la primauté de Gurnaud, elle suscite avec succès une officine concurrente début 1911, l'Union générale des associations catholiques de chefs de famille. C'est sous son égide qu'elle va rassembler toutes les mobilisations à caractère confessionnel. Ils reçoivent également le soutien de l'épiscopat ; ainsi Mgr Chesnelong donne sa préférence aux associations « catholiques par leur recrutement et le but qu’elles visent, à savoir le respect de notre foi catholique dans l’enseignement public ». Rejointe par l'Action libérale populaire — qui, à l'appel de Jacques Piou, soutenait initialement Gurnaud — elle va rester maîtres du terrain associatif.

### Engagement dans la Première guerre mondiale
Il combat dans la Grande guerre en tant que sergent dans le 157e régiment d'infanterie. Le 7 avril 1915, il est tué près au bois de Mortemare, près de la commune de Flirey. Il est cité à l'ordre de l'armée en les termes suivants : « Parvenu le 7 avril dans la tranchée ennemie, lutta avec quelques hommes contre les allemands arrivant en masse, jusqu'à ce qu'écrasé par le nombre il tomba mortellement atteint ». Ce « brave sous-officier d'un dévouement absolu, donnant à ses hommes le plus bel exemple en toutes circonstances » obtient également la Médaille militaire à titre posthume.